# Xã Voorhees, Quận Stevens, Kansas
Xã Voorhees (tiếng Anh: Voorhees Township) là một xã thuộc quận Stevens, tiểu bang Kansas, Hoa Kỳ. Năm 2010, dân số của xã này là 191 người.